# Castor (estrela)
Coordenadas:  07h 34m 36s, +31° 53′ 18″
Alpha Geminorum, conhecida como Castor, é a segunda estrela mais brilhante da constelação de Gemini e está a 52 anos-luz da Terra.
Na verdade Castor é um sistema estelar composto de duas estrelas principais, Castor A e Castor B separadas de 6 segundos de arco e com um período orbital de 470 anos, e uma terceira estrela mais fraca, denominada Castor C.
Castor surge ao olho nu como uma estrela de magnitude aparente 1,6. No entanto, a observação com pequenos telescópios revela duas estrelas: Castor A, de magnitude 1,9, e Castor B, de magnitude 2,9. Mais difícil de observar é Castor C. Esta terceira estrela do sistema tem magnitude 9 e é uma anã vermelha. O mais curioso é que cada uma destas três estrelas é um sistema binário de estrelas. Estes binários não podem ser observados diretamente e nem mesmo com os mais potentes telescópios, dada a proximidade entre as estrelas que os constituem. A descoberta e estudo de binários como estes é apenas possível a partir de estudos espectroscópicos. A estrela Castor é, portanto, um sistema de 6 estrelas ligadas entre si pela acção da gravidade.
A componente C possui a designação de estrela variável YY Geminorum.

## Cultura e etimologia
O nome Castor refere-se ao irmão mortal dos Dióscuros, filho de Leda e Tíndaro. Junto com seu irmão gêmeo, Pólux, dão o nome à constelação de Gemini.
A estrela também leva o nome árabe Al-Ras al-Taum al-Muqadim, que literalmente significa "A Cabeça do Primeiro Gêmeo". Os chineses reconheceram esta estrela como Yin, que é, de acordo com o taoismo, um dos dois princípios fundamentais nos quais todas as coisas dependem.

## Características físicas
| Parâmetro      | Componente | Componente           | Componente | Componente | Componente | Componente |
| Parâmetro      | Castor Aa  | Castor Ab            | Castor Ba  | Castor Bb  | Castor Ca  | Castor Cb  |
| -------------- | ---------- | -------------------- | ---------- | ---------- | ---------- | ---------- |
| Tipo espectral | A1 V       | Desconhecido (M5 V?) | A2 Vm      | M2 V       | M0,5 Ve    | M0,5 Ve    |
| Massa (MSol)   | 2,15       | 0,4–0,6              | 1,7        | 0,4–0,6    | 0,62       | 0,57       |
| Raio (RSol)    | 2,3        | ?                    | 1,6        | ?          | 0,76       | 0,68       |